# مملكة هايتي
مملكة هايتي (بالفرنسية: Royaume d'Haïti وبالكريولية الهايتية: Wayòm an Ayiti) كانت الدولة التي أنشأها هنري كريستوف في 28 مارس 1811 عندما أعلن نفسه الملك هنري الأول بعد أن حكم سابقًا كرئيس لدولة هايتي في شمال البلاد. كانت هذه هي المحاولة الثانية لحكم هايتي كملكية حيث حكم جان جاك ديسالين في السابق إمبراطورية هايتي من العام 1804 حتى العام 1816.
خلال عهده، بنى هنري ستة قلاع وثمانية قصور (بما في ذلك قصر سانس سوسي)، ومصلى ميلوت الملكي، وقلعة لافيرير، التي بنيت لحماية المملكة من الغزوات الفرنسية المحتملة، كما أنشئ طبقة نبيلة وعين 4 أمراء، و8 دوقات، و22 كونتًا، و37 بارونًا و14 شيفاليير.
وبعد سكتة دماغية وبدعم من تراجع حكمه، انتحر هنري الأول في 8 أكتوبر 1820 ودُفن في قلعة لافيرير. اغتيل ابنه وريثه، جاك فيكتور هنري، الأمير الملكي الهايتي البالغ من العمر 16 عامًا، بعد عشرة أيام في قصر سانس سوسي على يد المتمردين.
وبعد اغتيال الإمبراطور جاك الأول، تقسمت البلاد. وبالتوازي مع حكومة كريستوف في الشمال، حكم ألكسندر بيتيون، وهو شخص حر اللون الجنوب كرئيس لجمهورية هايتي في حتى وفاته عام 1818. عُين الجنرال جان بيير بوير خلفًا لألكسندر بيتيون في حيث أصبح رئيسًا وجمع شطري البلاد وحكم حتى العام 1843.

## وصلات خارجية
- Kingdom's constitution